# Sécurité intérieure (France)
Pour les articles homonymes, voir Sécurité intérieure.
En France, la sécurité intérieure est représentée par les différents moyens mis en œuvre pour assurer la sécurité intérieure du pays et de la population. Elle se superpose parfois avec la sécurité publique et à la sécurité civile.

## Description
La sécurité intérieure est principalement assurée par :
- les Douanes (DGDDI),

- la Police nationale,

- la Gendarmerie,
- la Préfecture de police,
- l’administration pénitentiaire,

- les polices municipales,
- les gardes champêtres,
- les sapeurs-pompiers,
- et, dans une moindre mesure, les entreprises de sécurité privée (ces services locaux ou privés n'agissant que dans le strict cadre de la subsidiarité)[réf. nécessaire].

Dans le cadre du plan Vigipirate et son opération Sentinelle, les forces armées interviennent également : avec les dispositifs de l’armée de l’air et la marine nationale qui assurent en permanence la protection de l’espace aérien et des approches maritimes du territoire, un déploiement des forces terrestres dans les lieux publics remplit des missions de surveillance.
En termes de contre-espionnage, la sécurité intérieure est également assurée par la Direction générale de la Sécurité intérieure, service de renseignement membre de la communauté du renseignement.
Le tournant majeur de la politique sécuritaire des années 1990 réside dans le développement des sociétés de sécurité privées dont les agents sont parfois assermentés auprès du procureur de la République[réf. nécessaire].
Pour faire suite à la LOPPSI de 2011, un code de la sécurité intérieure est appliqué en France depuis le 1er mai 2012.